# Magyar labdarúgó-bajnokság (harmadosztály – Tisza csoport)
A magyar labdarúgó-bajnokság harmadosztálya hat csoportból áll területi felosztás alapján. Az Alföld-csoport, a Duna-csoport, és a Tisza-csoport 16 csapatot, míg a Bakony-csoport, a Dráva-csoport, és a Mátra-csoport 15 csapatot foglal magába. A feljutások és kiesések miatt gyakori, hogy bizonyos csapatok az aktuális új szezont már másik csoportban kezdik meg.

## A 2011–2012-es szezon

### Csapatok
Az alábbi csapatok alkotják a Tisza-csoportot a 2011–2012-es szezonban. A bajnokságban tíz Szabolcs-Szatmár-Bereg megyei, négy Hajdú-Bihar megyei és két Borsod-Abaúj-Zemplén megyei csapat szerepel.
| A csapat neve | A csapat székhelye | Megye                        | Előző évi helyezés                               |
| --- | ------------------ | ---------------------------- | ------------------------------------------------ |
| Baktalórántháza VSE | Baktalórántháza    | Szabolcs-Szatmár-Bereg megye | Tisza-csoport - 6.                               |
| Cigánd SE | Cigánd             | Borsod-Abaúj-Zemplén megye   | Tisza-csoport - 2.                               |
| Debreceni Egyetemi AC | Debrecen           | Hajdú-Bihar megye            | Hajdú-Bihar megyei 1. osztály - 1.               |
| Hajdúböszörményi TE | Hajdúböszörmény    | Hajdú-Bihar megye            | NB II - Keleti csoport - 14.                     |
| Hajdúszoboszlói SE | Hajdúszoboszló     | Hajdú-Bihar megye            | Tisza-csoport - 11.                              |
| Ibrány VSE | Ibrány             | Szabolcs-Szatmár-Bereg megye | Tisza-csoport - 12.                              |
| Kemecse SE | Kemecse            | Szabolcs-Szatmár-Bereg megye | Tisza-csoport - 4.                               |
| Kótaj SE | Kótaj              | Szabolcs-Szatmár-Bereg megye | Tisza-csoport - 7.                               |
| Létavértes SC '97 | Létavértes         | Hajdú-Bihar megye            | Tisza-csoport - 10.                              |
| Nagyecsed Rákóczi SE | Nagyecsed          | Szabolcs-Szatmár-Bereg megye | Tisza-csoport - 1.(1)                            |
| Nyírbátori FC | Nyírbátor          | Szabolcs-Szatmár-Bereg megye | Szabolcs-Szatmár-Bereg megyei 1. osztály - 2.(2) |
| Sárospataki TC | Sárospatak         | Borsod-Abaúj-Zemplén megye   | Borsod-Abaúj-Zemplén megyei 1. osztály - 3.(2)   |
| Tiszakanyár SE | Tiszakanyár        | Szabolcs-Szatmár-Bereg megye | Tisza-csoport - 3.                               |
| Tiszalöki VSE | Tiszalök           | Szabolcs-Szatmár-Bereg megye | Tisza-csoport - 13.                              |
| Tuzsér SE | Tuzsér             | Szabolcs-Szatmár-Bereg megye | Tisza-csoport - 9.                               |
| Várda SE | Kisvárda           | Szabolcs-Szatmár-Bereg megye | Szabolcs-Szatmár-Bereg megyei I. osztály - 1.    |
| (1)A Nagyecsed Rákóczi SE nem adott be indulási kérelmet az NB II-be, a hiányzó infrastruktúra miatt                                                    |                    |                              |                                                  |
| (2)A Nyírbátori FC és a Sárospataki TC az MLSZ Versenybizottságának döntése értelmében felkérést kapott a nevezésre, s a csapatok éltek a lehetőséggel. |                    |                              |                                                  |

### A bajnokság állása
| #   | Csapat neve           | Mérkőzés | Győzelem | Döntetlen | Vereség | Lőtt gólok | Kapott gólok | Gólkülönbség | Pontszám |
| --- | --------------------- | -------- | -------- | --------- | ------- | ---------- | ------------ | ------------ | -------- |
| 1.  | Várda SE              | 18       | 14       | 4         | 0       | 50         | 9            | 41           | 46       |
| 2.  | Cigánd SE             | 18       | 11       | 4         | 3       | 29         | 17           | 12           | 37       |
| 3.  | Nyírbátori FC         | 18       | 11       | 2         | 5       | 34         | 17           | 17           | 35       |
| 4.  | FC Tiszaújváros       | 18       | 10       | 5         | 3       | 31         | 14           | 17           | 35       |
| 5.  | Hajdúböszörményi TE   | 18       | 10       | 3         | 5       | 37         | 27           | 10           | 33       |
| 6.  | Létavértes SC '97     | 17       | 9        | 0         | 8       | 32         | 14           | 18           | 27       |
| 7.  | Hajdúszoboszlói SE    | 17       | 8        | 1         | 8       | 30         | 24           | 6            | 25       |
| 8.  | Tiszakanyár SE        | 17       | 7        | 2         | 8       | 29         | 25           | 4            | 23       |
| 9.  | Baktalórántháza VSE   | 18       | 7        | 1         | 10      | 27         | 38           | -11          | 22       |
| 10. | Szatmár Unio FC       | 17       | 6        | 4         | 7       | 22         | 29           | -7           | 22       |
| 11. | Ibrány VSE            | 16       | 5        | 3         | 8       | 15         | 19           | -4           | 18       |
| 12. | Nagyecsed Rákóczi SE  | 18       | 5        | 3         | 10      | 22         | 35           | -13          | 18       |
| 13. | Debreceni Egyetemi AC | 18       | 3        | 1         | 14      | 11         | 33           | -22          | 10       |
| 14. | Diósgyőri VTK II      | 18       | 0        | 1         | 17      | 10         | 78           | -68          | 1        |

Az alábbi táblázat a Tisza-csoport állását mutatja 18 fordulót követően. Az NB III 6 csoportgyőztese osztályozót játszik a két NB II-es csoport 6-8. helyezettjeivel a feljutásért. A 2-5. helyezettek és a két legjobb 6. helyezett maradnak az NB III-ban. A 7-14. helyezettek és a négy legrosszabb 6. helyezett kiesnek az NB III-ból.